# Victor Warot (1808-1877)
Victor Louis Joseph Warot (Gent, 8 maart 1808 – Bois-Colombes, 17 juli 1877) was een Belgisch dirigent en componist, langdurig levend en werkend in Frankrijk.
Hij was zoon van Marie Marguerite Batta (achternicht van cellist Alexander Batta) en Charles Joseph Warot. Broers Charles Warot en Adolphe Warot waren eveneens musicus. Zelf was hij in 1834 in Verviers getrouwd met zangeres Adèle Destieux. Hun zoon Victor) was zanger, zijn moeder overleed bij of vlak na zijn geboorte in 1834. Warot hertrouwde als weduwnaar (veuf) in maart 1835 opnieuw in Verviers met zangeres Marie Therese Sophie Henry, dochter van een artiest.
Van zijn opleiding is vrijwel niets bekend; hij was net als broer Charles in de leer bij Alessandro Fridzeri te Antwerpen, een blinde mandolinebespeler. Hij maakte zich bijna alle muziekinstrumenten meester. Hij was kapelmeester in Amsterdam en Dijon en gaf muziekles te Rennes en Parijs.
Uit zijn pen vloeiden vijf operettes dan wel komische opera’s: La Novia, L’epicier  et Dolincé, La reine est là en Les pénitents rouges, de laatste twee uitgevoerd in Dijon, maar daarna vergeten. Hij schreef ook een Cantate uit psalm 46 en kamermuziek.